# Topping Cone
Topping Cone är en kulle i Antarktis. Den ligger i Östantarktis. Nya Zeeland gör anspråk på området. Toppen på Topping Cone är 492 meter över havet.
Terrängen runt Topping Cone är varierad. Havet är nära Topping Cone åt nordost. Trakten är obefolkad. Det finns inga samhällen i närheten. 